# Neojeffreya decurrens
 Neojeffreya decurrens  (Carl Linnaeus) Cabrera, 1978  è una specie di piante angiosperme dicotiledoni della famiglia delle Asteraceae, sottofamiglia Asteroideae, tribù Inuleae e sottotribù Plucheinae.  Neojeffreya decurrens è anche l'unica specie del genere  Neojeffreya Cabrera, 1978 .

## Etimologia
Il nome scientifico della specie è stato definito dai botanici Carl Linnaeus (1707-1778) e Angel Lulio Cabrera (1908-1999) nella pubblicazione " Hickenia; Boletin del Darwinion. Lavarden, San Isidro" (Hickenia 1(30): 160) del 1978. Il nome scientifico del genere è stato definito nella stessa pubblicazione.

## Descrizione
Portamento. La specie di questa voce è un'erba annuale o biennale.
Fusto. La parte sotterranea del fusto consiste in un fittone. La parte aerea del fusto, leggermente legnosa alla base, in genere è sprovvista di condotti di resina. Generalmente il floema è privo di strati fibrosi; inoltre sono assenti i tessuti latticiferi. Altezza media: 0,2-1 metro.
Foglie. Le foglie lungo il caule sono disposte in modo alternato e sono sessili. La lamina è oblunga o spatolata; i bordi variano da dentati a ondulati; la base è decorrente lungo il fusto; la superficie è ricoperta da peli lanosi; il colore è grigio-verde. Dimensione delle foglie: 0,2-0,9 x 1-4,5 cm. 
Infiorescenza. Le infiorescenze sono formate da piccoli capolini eterogami in formazioni corimbose sferiche (glomeruli). I capolini sono di tipo disciforme e sono formati da un involucro composto da brattee disposte in modo embricato al cui interno un ricettacolo fa da base ai fiori ligulati periferici o fiori del raggio (qui mancanti) e ai fiori tubulosi quelli centrali o del disco. L'involucro può essere cilindrico, campanulato o a forma di coppa. Le brattee sono disposte generalmente su 2-3 righe; hanno consistenza erbacea o cartilaginea, ma senza margini ialini; gli stereomi non sono divisi. Il ricettacolo è provvisto di pagliette (a protezione della base dei fiori); il margine delle pagliette è piumoso. Lunghezza dei capolini: 2-5 mm. Diamtero dei glomeruli: 8-10 mm.
Fiori.  I fiori sono tetra-ciclici (formati cioè da 4 verticilli: calice – corolla – androceo – gineceo) e pentameri (calice e corolla formati da 5 elementi). Si distinguono in:
- fiori del raggio (esterni): sono assenti;
- fiori del disco (centrali): sono più numerosi con forme brevemente tubulose (attinomorfe); quelli marginali sono femminili, quelli centrali sono ermafroditi.

- Formula fiorale:

*/x K {\displaystyle \infty }, [C (5), A (5)], G 2 (infero), achenio
- Calice: i sepali del calice sono ridotti ad una coroncina di squame.

- Corolla: (solo fiori del disco) la forma è tubulare bruscamente divaricata in 4-5 brevi lobi (le corolle dei fiori marginali sono filiformi); il colore è bianco per i fiori esterni e rosso per quelli interni.

- Androceo: l'androceo è formato da 5 stami sorretti da filamenti generalmente liberi; gli stami sono connati e formano un manicotto circondante lo stilo; le teche (produttrici del polline) sono troncate e non sono speronate. La base delle antere può essere lunga o corta con code. Il tessuto dell'endotecio è a forma radiale. Le cellule del collare dei filamenti sono piatte o di tipo mammelloso.

- Gineceo: il gineceo ha un ovario uniloculare infero formato da due carpelli.[4] Lo stilo è unico e con due stigmi nella parte apicale. Gli stigmi spesso sono provvisti di peli ottusi che terminano ben al di sotto della biforcazione. Le superfici stigmatiche confluiscono all'apice, mentre alla base sono separate in due distinte linee (lignee stigmatiche marginali[6]). Il polline è spinuloso.

Frutti.  I frutti sono degli acheni con pappo. Gli acheni sono cilindrici lateralmente compressi. Il pappo è formato da libere setole capillari barbate disposte su una sola riga. Le setole sono dentate.

## Biologia
Impollinazione: l'impollinazione avviene tramite insetti (impollinazione entomogama tramite farfalle diurne e notturne).

Riproduzione: la fecondazione avviene fondamentalmente tramite l'impollinazione dei fiori (vedi sopra).

Dispersione: i semi (gli acheni) cadendo a terra sono successivamente dispersi soprattutto da insetti tipo formiche (disseminazione mirmecoria). In questo tipo di piante avviene anche un altro tipo di dispersione: zoocoria. Infatti gli uncini delle brattee dell'involucro (se presenti) si agganciano ai peli degli animali di passaggio disperdendo così anche su lunghe distanze i semi della pianta. Inoltre per merito del pappo (se presente) il vento può trasportare i semi anche a distanza di alcuni chilometri (disseminazione anemocora).

## Distribuzione e habitat
La specie di questa voce è distribuita in Africa centro-orientale e Madagascar.

## Sistematica
La famiglia di appartenenza di questa voce (Asteraceae o Compositae, nomen conservandum) probabilmente originaria del Sud America, è la più numerosa del mondo vegetale, comprende oltre 23.000 specie distribuite su 1.535 generi, oppure 22.750 specie e 1.530 generi secondo altre fonti (una delle checklist più aggiornata elenca fino a 1.679 generi). La famiglia attualmente (2021) è divisa in 16 sottofamiglie; la sottofamiglia Asteroideae è una di queste e rappresenta l'evoluzione più recente di tutta la famiglia.

### Filogenesi
La tribù Inuleae (comprendente le Inulinae) è una delle 21 tribù della sottofamiglia Asteroideae). Da un punto di vista filogenetico, la tribù Inuleae, all'interno della sottofamiglia, fa parte del gruppo "Helianthodae". La sottotribù Plucheinae  è caratterizzata da corolle con varie tonalità di rosa, malva o porpora, con stigmi ricoperti di peli acuti, ma senza la caratteristica di avere dei grandi cristalli di ossalato nelle cellule dell'epidermide dell'achenio.
In base alle ultime ricerche, il genere  Neojeffreya  appartiene al "core" della sottotribù vicino, da un punto di vista filogenetico, ai generi  Iphionopsis   e Pterocaulon ; in particolare con quest'ultimo forma un "gruppo fratello".
I caratteri distintivi della specie  Neojeffreya decurrens sono:
- le sinflorescenze hanno delle forme sferiche;
- il pappo è formato da setole capillari.

### Sinonimi
Sono elencati alcuni sinonimi per questa entità:
- Conyza decurrens (L.) L.
- Gnaphalium decurrens  L.
- Jeffreya decurrens  (L.) Cabrera
- Pterocaulon decurrens  (L.) S.Moore